# Paul Sahlin

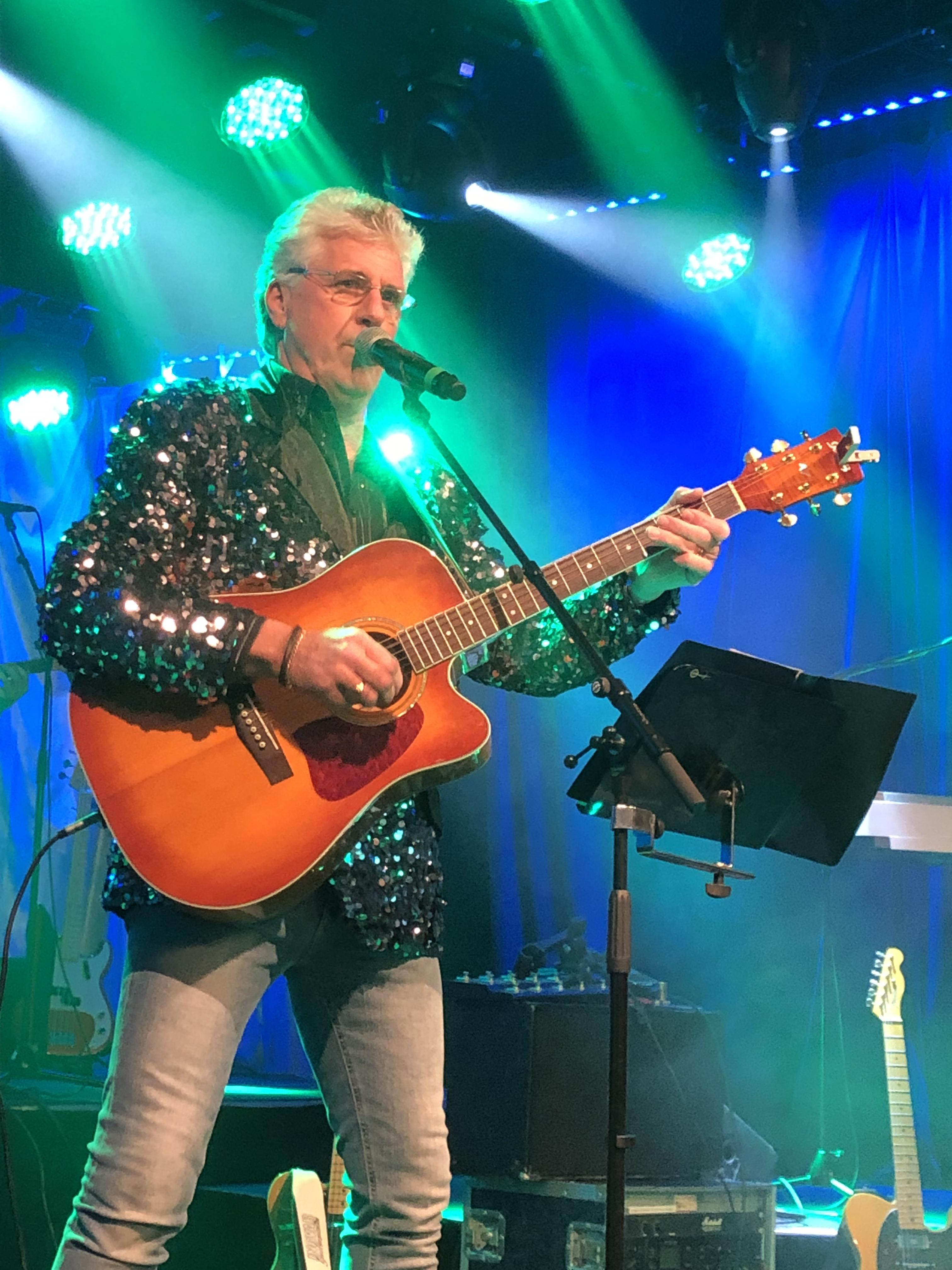
Paul Sahlin im Trollhättan, 2019

Paul Sahlin (* 30. März 1955 in Trollhättan) ist ein schwedischer Komponist und Dansband-Sänger.
Der Produzent Bert Karlsson nahm Paul Sahlin, unter dem Pseudonym Paul Paljett, als einen seiner ersten Künstler in den 1970er-Jahren unter Vertrag. Paul Sahlin spielte in der Gruppe Byxan Boys, mit ihnen produzierte er die bekannten Lieder Flyg min fjäril flyg, Jag vill ge dig ett äventyr und Guenerina, letzteres arrangiert von Mikael B. Tretow, das als Beitrag zum Melodifestivalen 1977 eingereicht wurde. 1977 und 1978 waren bereits erfolgreiche Jahre mit Plattenverkäufen und einer Sommertournee.
1980 trat Paul Sahlin mit dem Lied Tusen sekunder, geschrieben von Torgny Söderberg, beim Melodifestivalen an. Sahlin beendete Anfang der 1980er Jahre vorerst seine Tätigkeit als Musiker, bis er 1987 erneut, im Duett mit Ann Kihlström, am Melodifestivalen teilnahm. Er wurde Sänger in der Dansband Säwes und produzierte mit dem Musiker Mats Rådberg den Hit Du kan alltid lita på pojkarna över 35.
Paul Sahlin war anschließend für einige Zeit Sänger in der Dansband Mats Bladhs. Für die 1991 gegründete Partei Ny demokrati schrieb er das Erkennungslied Häng med, häng med. Neben der Musik verfolgte Paul Sahlin unternehmerische Tätigkeiten, er betrieb eine Diskothek und ein Hotel in seiner Heimatstadt, heute hat er ein Begräbnisunternehmen. Paul Sahlin ist in der Musik aktiv mit der Dansband Paul Sahlins.

## Diskografie
- Två sidor (1976)
- Mumbo Jumbo (1977)
- At your service (1978)
- ...passar galoscherna? (1980)
- Luffarpojken (1987)
- Andante Andante (1991)
- Paul Paljett Story (1996)